# Veliki komet iz leta 1860
Véliki komet iz leta 1854 (uradna oznaka je C/1860 M1) je neperiodični komet, ki so ga opazili 18. junija 1860.

## Značilnosti
Njegova tirnica je bila parabolična. Soncu se je najbolj približal 16. junija 1860 na razdaljo okoli 0,3 a.e.
S prostim očesom se je videl od 18. junija do konca julija. Ob odkritju se je nahajal v ozvezdju Voznika (Auriga). Takrat je imel magnitudo okoli 1 ,
njegov rep pa je bil dolg 20°. 
Pozneje se je gibal v ozvezdju Risa (Linx) in Leva (Leo). Ob koncu meseca je prešel ozvezdje Čaše (Crater) in Krokarja (Corvus). 
Komet je kmalu po odkritju postal telo, ki se je videlo samo na južni polobli .